# 南智子
南 智子（みなみ ともこ、1959年4月10日- 2017年11月30日）は、日本の漫画原作者、ライター、作家、風俗嬢。また、性感エステティシャンとして1990年代初期から2000年代中頃までアダルトビデオなどで活躍、言葉責めのカリスマと言われ、痴女というジャンルを最初に世間に認知させ、セックスカルチャーにセンセーションを巻き起こした。夫は漫画家のタケダケント（きょん）。

## 人物
肩書は多く自らをセックスワーカー、娼婦とも紹介することもある。数々の風俗経験から3万人を超える男性と対峙して、その経験からくるテクニックを1991年に始まった、アテナ映像発売のアダルトビデオの『性感Xテクニック』のシリーズで披露し、トップAV男優の加藤鷹を失神させた女としてその名をとどろかせた。その男性を徹底的に言葉嬲りにする斬新な技は、痴女と言われる役割の基本となり、その後のAVに大きな影響を与えた。作品の中では監督の代々木忠の指示により全裸になることはなく、Tバックのセクシーな下着姿にはなるものの、それ以上の露出はなく、キス、フェラチオ、性行為は一切せず、男優からの接触もない。やることは休みなく発する独特の言葉責めと手や指を使った全身や性器、肛門への愛撫のみで、男優、女優問わずに一方的に責める立場を貫いている。
受け身の男性への偏愛が強く、その存在を「神様のような存在」「宇宙の宝」「その魅力は永遠」などと讃えている。それはSMの女王様のようにマゾヒズムの傾向を持つ男性をいたぶるのとは違い、無抵抗な男性そのものに性的魅力を感じていることからSMとは一線を画すと本人は言っている。
著述家としては一貫として風俗で働く女性たちを擁護する立場を貫き、性を売る職業と他の職業を差別してはいけないと主張しており、性産業に他の職業と同等の社会的認知を与えている。また子供の頃から他の女性とは極端に違う性癖を持つことで悩んできた自身の経験から、男の性はこうあるべきとか、女の性はこうあるべきという既成概念にとらわれず、自らの性的嗜好を隠さないことこそ理想としている。個人の性的傾向は人によって様々で、価値観の違う人間を変態などと否定すべきでないというのが一貫した南の主張である。
その発言内容は性風俗産業に対する差別、性病、性差別、性風俗など多岐にわたっている。
性を売っている自らの立場からの発言に、フェミニストの主張する社会意識とは逆に、性風俗で働いてる女性が心身共に傷つくようなことはないし、今の日本では強制されて性産業に身を投じている女性は非常に少なく、AVにおいても事情は同じで、数々の撮影現場を見てきた経験から出演強要ということもほとんどない。ごくまれに例外的な場合もあるが、仕事自体から働き手が精神的苦痛を受けることはどんな職場でもありうることで、性産業だけが特別ではないことを強調している。
漫画原作者としては、そのほとんどが過激な性描写を含む成人向け漫画でレディースコミックを発表の場としたものも多く、南個人の性癖を反映して、受け身の無抵抗な男子が女子から辱めを受けるという設定がほとんどである。
タケダケント（きょん）とのコンビ名である南澤径、みなみケント名義でも、漫画やライトノベルと呼ばれる小説を執筆している。漫画の場合は南智子が原作を、タケダが作画をそれぞれ担当し、小説の方は南智子が文章を執筆し、タケダがアイデアを出したり資料を調べたり構成を組み立てたりする役目になっている。

## 経歴
東京日野市の団地で1人っ子として生まれる。幼い頃から男の体に異常なまでに興味を持ち、中学、高校の時は自分の性的嗜好が同級生とあまりにかけ離れていることを知り、自分は女としてはおかしいのではないかと悩む日々を過ごす。特に受け身のM男を愛するようになる。美術系の私立女子高から美大へ進むが中退し、経済的な問題もあり20歳の時にSMサロンで知り合った人に誘われて、東京都巣鴨のピンクサロンに1年ほど勤め、その後、吉原のソープランドで働き始める。店は川崎、新宿と3年半ほど転々としたが、それほど指名がとれなかった。ちょうどその頃、前立腺を刺激する性感マッサージという新手の風俗が出現し、池袋で展開していた性感マッサージ店の『乱コーポレーション』の渋谷系列店『ワイルドキャット』で働き始める。ここで初めて南は自分の性癖を仕事に生かすことができ、100人以上の男性を快感で失神させたといい、常連客の水道橋博士からは師と仰がれた。同時期にAV監督の代々木忠が「性感エステの上手な女性を作品に登場させたい。」とオーディションを開き、受けることになる。その速射砲のように放たれる言葉使いが気に入られて採用となり、代々木忠からは「ピンク映画の時代からいろいろな女性を見てきたが、これほど露骨に何のためらいもなくえげつないことをいう女性は一人もいなかった。」「事前のコミュニケーションなしで、初対面の女の子が南さんにされることをすぐに受け入れる。これは私を超えている。」と絶賛される。その南が出演した『性感Xテクニック』シリーズ（アテナ映像）は売れに売れ、深夜テレビなどにも取り上げられ、店には一日何百本もの電話が殺到し、彼女のその後の人生を大きく変えることになる。
その後、南は各方面で人気となり雑誌やトークショーなどマスコミにも頻繁に登場し、『性感Xテクニック』以外のAVへも引っ張りだことなるなど活動の場を広げた。
セックスワーカーとしては乱コーポレーションが摘発されたり店舗事情での閉店などがあり、同じ渋谷の『道玄坂クリニック』『いたずらっ娘』、五反田の『EROTICA』など性感マッサージ店を転々とせざるを得なかった。
2017年11月30日、乳癌のため死亡。

## 出版

### 漫画原作
- 8つの快感 Fetish collection（1996年2月10日、ワニマガジン社、作画 きょん）
- 7つの誘惑 Fetish collection2（1996年8月10日、ワニマガジン社、作画 きょん）
- ボディ・シューティング（1996年、ミルキーワールド、作画 森園みるく）
- 花マルkinky娘s(キンキー・ギャルズ)（1997年3月6日、ワニマガジン社、作画 きょん）
- 花マルkinky娘s(キンキー・ギャルズ)2（1997年12月1日、ワニマガジン社、作画 きょん）
- LOVE DESSIN 1（1998年8月21日、シュベール出版、作画 きょん）
- LOVE DESSIN 2（1999年1月15日、シュベール出版、作画 きょん）
- 熱い蜜の扉（1999年6月5日、ワニマガジン社、作画 きょん）
- 愛は鍵の数だけ・・・part1（2001年7月25日、久保書店、作画 きょん）
- 愛は鍵の数だけ・・・part2（2001年7月25日、久保書店、作画 きょん）
- 天真!らん漫 1（2001年9月、双葉社、作画 きょん）
- ロマングループ7号店 イメクラ ふぅどーる 1（2002年3月22日、双葉社、作画 きょん）
- ロマングループ7号店 イメクラ ふぅどーる 2（2002年4月30日、双葉社、作画 きょん）
- プラチナ・フィンガー（2003年7月10日、マイクロマガジン社、作画 森園みるく）
- f GIRLS エフ・ガールズ（2004年9月18日、宙出版、作画 きょん）
- 虹色・お姉さま課長 出会い編（2004年12月14日、辰巳出版、作画 きょん）
- プレッシャー・ゲーム（2005年4月21日、リイド社、作画 森園みるく）
- DokiDoki クローバーハイツ（2006年2月25日、久保書店、作画 きょん）
- ANGEL BULLET（2007年4月、コミックフラッパー、作画 タケダケント）
- ANGEL PARA BELLUM エンジェルパラベラム1（2012年2月1日、フレックスコミックス、作画 環望）みなみケント名義
- ANGEL PARA BELLUM エンジェルパラベラム2（2012年2月1日、フレックスコミックス、作画 環望）みなみケント名義
- ANGEL PARA BELLUM エンジェルパラベラム3（2012年9月20日、フレックスコミックス、作画 環望）みなみケント名義
- 怪(あやかし)ほどき屋（2017年2月1日、B's-LOG COMICS、作画 ときわ銀）南澤径名義
- 彼女のナイショのナマ下着（松文館、作画 きょん）
- 誰かがどこかで覗いてる（竹書房、作画 きょん）
- えろラボ〜淫猥発情心理研究室（竹書房、作画 きょん）
- 面接ガール（ジーオーティー、作画 きょん）
- White Widow 白衣の未亡人（オフィス漫、作画 森園みるく）
- アルテミスの鏡 （オフィス漫、作画 森園みるく）
- 蒼い蝶 紅い蜂 Blue Butterfly,Red Bee（オフィス漫、作画 森園みるく）
- 美獣の巣（サード・ライン、作画 森園みるく）
- 禁断エンジェル〜カリスマ風俗嬢のヒミツ（グループH、作画 榎本由美）
- クイーンウルフ 今宵もオトコ狩り（グループH、作画 もろおか紀美子）

### 書籍
- Hの革命 QueerなSEX事典（1998年2月25日、太田出版、著者 他多数）
- 受け身と多様「先生」と呼ばれる性感マッサージ嬢
『<弱さ>のちから ホスピタブルな光景』所収（2001年9月10日、講談社、著者 鷲田清一）
- 風俗嬢意識調査に見る、風俗・セクシュアリティ・男女関係の過渡的変質
『風俗嬢意識調査 126人の職業意識』所収（2005年4月、ポット出版、著者 要友紀子、水島希）

### 対談
- 対談、女の視点からオーガズムを考える 南智子vs代々木忠
『プラトニック・アニマル SEXの新しい快感基準』所収（1992年5月4日、情報センター出版局、著者 代々木忠）
- 南智子vs浅草キッド 性感対談 男もガンガン失神する時代が来た!
『水道橋博士の異常な愛情 または私は如何にして心配するのを止めて風俗とAVを愛するようになったか。』所収（1995年11月、青心社）
- 男の性感開発者
『メディア・セックス幻想 AVにつくられる女の男の性文化』所収（1994年11月20日、太郎次郎社エディタス、著者 宮淑子）
- 座談 性風俗と売買春
『売春肯定宣言 売る売らないはワタシが決める』所収（2000年1月11日、ポット出版、著者 松沢呉一）
- 『男を抱くということ』（2001年5月、飛鳥新社、他 斎藤綾子、亀山早苗）
- 「言葉攻めのカリスマ」である天才セックスワーカー、男性を攻めたい欲望を抱えて生きる
『私、Hがヘタなんです!』所収（2003年2月10日、河出書房新社、著者 中村うさぎ）
- 開かれた女たち「御開帳」「もっと奥まで」・・・女はもう止まらない!
『オン・セックス 鹿島茂対話集』所収（2006年12月6日、文春文庫）

### 小説
- FLUSH（水洗装置）
『エロティシズム12幻想』所収（2000年2月11日、エニックス）
- シャドウ・ネゴシエイター 神魔の交渉人（2011年3月1日、角川書店）みなみケント名義
- シャドウ・ネゴシエイター 幼なじみと学園クーデター（2011年5月1日、角川書店）みなみケント名義
- マイノリティ・コア 絶対無敵の女剣士と甘えたがりの機織り娘（2014年7月3日、ポニーキャニオン）みなみケント名義
- 怪(あやかし)ほどき屋（2014年7月25日、角川ホラー文庫）南澤径名義
- 怪ほどき屋 からむ因果の糸車（2014年11月25日、角川ホラー文庫）南澤径名義
- 怪ほどき屋 ほどけぬ業の毛糸玉（2015年7月25日、角川ホラー文庫）南澤径名義

## 出演したアダルトビデオ

### 性感Xテクニックシリーズ（アテナ映像）
- 性感Xテクニック 今、華麗に甦える快楽の秘技（1991年7月19日）
- 性感Xテクニック 恥ずかしいけどもっとして（1991年8月23日）
- 性感Xテクニック じらさないで、やめないで（1991年9月20日）
- 性感Xテクニック 変態!性戯の味方（1991年10月18日）
- 性感Xテクニック お嬢様、はり裂けそうっ!!（1991年11月15日）
- 性感Xテクニック 肉卍（1991年12月13日）
- 性感Xテクニック 10倍感じる逆転FUCK（1992年1月24日）
- 性感Xテクニック スゴすぎます!（1992年2月21日）
- 性感Xテクニック プロの秘技教えます!（1992年4月17日）
- 性感Xテクニック 特別版 林由美香VS代々木忠（1992年6月19日）
- 性感Xテクニック 処女（1992年10月9日）
- 性感Xテクニック 人妻（1992年11月13日）
- 南智子の性感スーパーテクニック ガマンできない人妻たち（1995年6月21日）

### その他
- 女塾（1999年9月15日、V&Rプランニング）
- 女塾 女体アクメ大狂宴（1999年11月15日、V&Rプランニング）
- 女塾 絶叫乱舞（2000年1月15日、V&Rプランニング）
- 女体の殿堂 スーパー女塾（2000年10月27日、V&Rプランニング）
- 憎いほど女殺し インターナショナル（2000年12月1日、アロマ企画）
- 寸止め・生殺し2（2001年6月27日、アロマ企画）
- 女塾 絶叫のアクメ悶え狂い（2001年7月21日、V&Rプランニング）
- 魅惑のZENTAI改造（2001年8月27日、アロマ企画）
- 憎いほど男殺し7（2001年9月27日、アロマ企画）
- 男殺油地獄 快感地獄責め（2001年12月14日、VIP）
- バーチャル男殺し 女性に犯されたい願望 憎いほど男殺し 特別編（2002年2月27日、アロマ企画）
- 裏・及川奈央（2002年5月17日、ケイ・エム・プロデュース）
- イカセ4時間 いいとこどり 桃井望（2002年7月26日、ケイ・エム・プロデュース）
- 裏・渡瀬晶（2002年10月16日、ケイ・エム・プロデュース）
- イカサレ4時間 いいとこどり（2002年11月15日、ケイ・エム・プロデュース）
- イカセ4時間 いいとこどり 一色志乃（2002年11月15日、ケイ・エム・プロデュース）
- 裏・スペシャル 長谷川瞳（2003年3月20日、ケイ・エム・プロデュース）
- 憎いほど男殺し 外人男編（2003年3月28日、アロマ企画）
- 裏・神谷沙織（2003年5月16日、ケイ・エム・プロデュース）
- 裏・入門 長谷川ゆい（2003年8月22日、ケイ・エム・プロデュース）
- 裏・入門 木崎りの（2003年8月29日、ケイ・エム・プロデュース）
- イカセ4時間 いいとこどり 熟女編 楠真由美（2003年9月20日、ケイ・エム・プロデュース）
- 裏・坂下麻衣（2003年10月17日、ケイ・エム・プロデュース）
- 裏・高瀬りな（2003年11月21日、ケイ・エム・プロデュース）
- 裏・COCOLO 解禁スペシャル（2003年11月21日、ケイ・エム・プロデュース）
- 裏・紋舞らん（2003年12月18日、ケイ・エム・プロデュース）
- 裏・入門 安原真美（2004年3月26日、ケイ・エム・プロデュース）
- 裏・入門 美里かすみ（2004年5月21日、ケイ・エム・プロデュース）
- 南智子 レズの世界（2004年6月25日、笠倉出版社）
- 完全なるイカセ4時間 及川奈央（2003年6月19日、ケイ・エム・プロデュース）
- 完全なるイカセ4時間 2004 nao.（2004年7月30日、ケイ・エム・プロデュース）
- 完全なるイカセ4時間 2004 いいとこどり 上原深雪（2004年7月30日、ケイ・エム・プロデュース）
- 完全なるイカセ4時間 2004 いいとこどり 中島京子（2004年8月24日、ケイ・エム・プロデュース）

## 映画
- YOYOCHU SEXと代々木忠の世界（2011年1月22日、スターサンズ）